# أندرو جرافيلون
أندرو جرافيلون (بالفرنسية: Andreaw Gravillon)‏ (8 فبراير 1998 ببوانت-آه-بيتر في فرنسا - ) هو لاعب كرة قدم فرنسي في مركز الدفاع.

## روابط خارجية
- أندرو جرافيلون على موقع الاتحاد الأوربي (الإنجليزية)
- أندرو جرافيلون على موقع قاعدة بيانات كرة القدم.إي يو (الإنجليزية)
- أندرو جرافيلون على موقع ليكيب (الفرنسية)
- أندرو جرافيلون على موقع Soccerway.com (الإنجليزية)
- أندرو جرافيلون على موقع AS.com (الإسبانية)